# Municipio de Buchanan (condado de Page, Iowa)
Buchanan Township es un municipio inactivo del condado de Page, Iowa, Estados Unidos. Según el censo de 2020, tiene una población de 216 habitantes.
Es una subdivisión exclusivamente geográfica, por cuanto el estado de Iowa no utiliza la herramienta de los townships como Gobiernos municipales.

## Geografía
Está ubicada en las coordenadas 40°36′51″N 94°58′48″O / 40.61417, -94.98000. Según la Oficina del Censo de los Estados Unidos, tiene una superficie total de 81.86 km², de la cual 81.58 km² corresponden a tierra firme y 0.28 km² son agua.

## Demografía
Según el censo de 2020, hay 216 personas residiendo en la zona. La densidad de población es de 2.65 hab./km². El 95.37 % de los habitantes son blancos, el 0.93 % son de otras razas y el 3.70 % son de una mezcla de razas. Del total de la población, el 2.31 % son hispanos o latinos de cualquier raza.